# Амбелонас (дем Филятес)
Амбелонас или Повла (на гръцки: Αμπελώνας, катаревуса Αμπελών, Амбелон, до 1959 година Πόβλα, Повла) е село в област Епир, дем Филятес, Гърция. Според преброяването от 2001 година населението му е 222 души.

## Личности
Родени в Амбелонас
- Натанаил Папаникас (1838 – 1910), гръцки духовник